# Karl Heinz Bierlein
Karl Heinz Bierlein (* 1951 in Kempten) ist ein ehemaliger deutscher evangelisch-lutherischer Pfarrer. Von 1997 bis 2007 war er Vorstandsvorsitzender der Rummelsberger Anstalten sowie Rektor der Rummelsberger Brüderschaft.

## Leben
Bierlein studierte Theologie in Neuendettelsau, Göttingen und Tübingen. Von 1977 bis 1979 wirkte er als Vikar an der Deutschhauskirche in Würzburg. Nach seiner Ordination 1979 in Windsbach war er dort bis 1982 als Studieninspektor des Windsbacher Knabenchors tätig. 1982 wechselte er in das Collegium Augustinum in München, wo er in verschiedenen Funktionen, ab 1988 auch in der eines Vorstandsmitglieds stand. 1994 promovierte er in Neuendettelsau über das Thema Lebensbilanz und Zukunftsperspektiven im Alter.
Schließlich wechselte er 1997 nach Rummelsberg und übernahm den Vorsitz der Rummelsberger Anstalten der Inneren Mission e.V. und wurde Rektor der Rummelsberger Brüderschaft. Seit 2000 war er zudem Vorsitzender des Diakonischen Rats im Diakonischen Werk in Bayern und Vorsitzender des Deutschen Evangelischen Verbandes für Altenarbeit und Pflege e.V. (DEVAP).
Von 2010 bis November 2011 war Bierlein Vorstandsvorsitzender der Johannes Seniorendienste e. V. in Bonn. Diese führte er jedoch in die Insolvenz. Sein Nachfolger ist der Rechtsanwalt und Insolvenzverwalter Ludger Emanuel Westrick.
Danach wurde er Stiftungsvorstand bei der Deutschen Stiftung für Demenzerkrankte in Köln.

## Verurteilung
Ende 2007 wurden Vorwürfe gegen ihn laut, dass es im Umgang mit Diakonenschülern der Rummelsberger Anstalten zu „Grenzüberschreitungen“ gekommen sei. Ihm wurde vorgeworfen, Diakone im Rahmen von „zweifelhaften Psycho-Experimenten“ körperlich misshandelt zu haben.
Aufgrund der gegen ihn erhobenen Vorwürfe erklärte Bierlein am 13. Dezember 2007 seinen sofortigen Rücktritt vom Amt des Vorsitzenden des Vorstands der Rummelsberger Anstalten und vom Amt des Rektors der Rummelsberger Brüderschaft. Auch von allen anderen Ämtern trat er zurück. Wegen gefährlicher Körperverletzung in sechs Fällen erließ das Amtsgericht Hersbruck einen von Bierlein akzeptierten Strafbefehl, in dem eine Bewährungsstrafe von elf Monaten Haft und eine Geldbuße in Höhe von 10.000 Euro festgesetzt wurde.
Zum 31. Dezember 2009 wurde er aus dem Dienst der Evangelisch-Lutherischen Landeskirche Bayern entlassen. Seinem entsprechenden Antrag hatte der Landeskirchenrat zugestimmt.

## Auszeichnungen
Für seine Verdienste wurde Bierlein 1996 mit dem Bundesverdienstkreuz am Bande, 2004 mit dem Bundesverdienstkreuz 1. Klasse und 2006 mit dem Bayerischen Verdienstorden ausgezeichnet. Durch die Verurteilung und seine Vorstrafe gehört er jedoch keinem der drei Würdenträgerkreise mehr an. Außerdem war er Mitglied und Past President des Rotary Clubs Nürnberger Land.

## Veröffentlichungen
- mit Sabine Bodenbender-Schäfer, Sabine Rückert (Hrsg.): Ich werde gebraucht. Ein Lesebuch für alle, die anderen helfen wollen. Claudius-Verlag, München 1988, ISBN 3-532-62071-5.
- mit Johannes Opp, Helmut Winter (Hrsg.): Alt werden ohne Angst: Anregungen für ein gelingendes Miteinander der Generationen; mit dem Formular einer Patientenverfügung. Claudius-Verlag, München 1992, ISBN 3-532-62133-9.
- Lebensbilanz. Krisen des Älterwerdens meistern. Kreativ auf das Leben zurückblicken. Zukunftspotentiale ausschöpfen. Claudius-Verlag, München 1994, ISBN 3-532-62172-X.
- Alles hat seine Zeit. Von der Kunst, die Endlichkeit des Lebens anzunehmen. Claudius-Verlag, München 1996, ISBN 3-532-64501-7.
- (Hrsg.): Wenn Worte fehlen. Gebete. Claudius-Verlag, München 2004, ISBN 3-532-62308-0.